# Katia Guerreiro

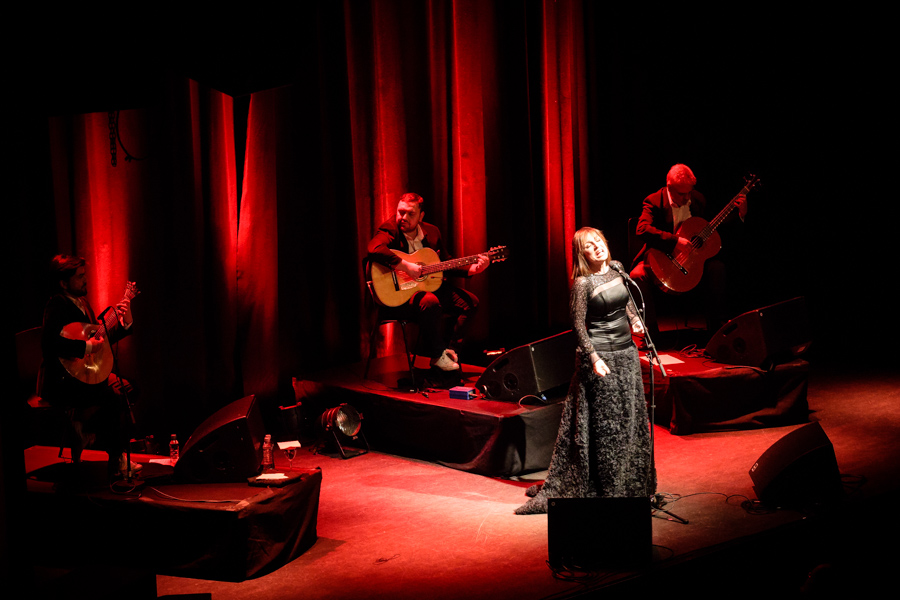
Katia Guerreiro pu scena Cosmopolite din Oslo

Katia Duarte d'Almeida d’Oliveira Rosado Guerreiro cunoscută cu numele de Katia Guerreiro (n. 23 februarie 1976, Vanderbijlpark, Gauteng, Africa de Sud), este o cântăreață de fado portugheză născută în Africa de Sud.

## Biografie
Viața Katiei Guerreiro este dedicată a două pasiuni, muzica și medicina. Este una dintre cele mai cunoscute cântărețe de fado la nivel internațional. Muzica ei este caracterizată de o multitudine de texte, care se bazează pe texte ale scriitorilor portughezi contemporani, în special ale lui António Lobo Antunes.
Au fost multe etape în viața ei. Născută în Africa de Sud, Guerreiro a crescut în Azore, unde s-a alăturat unui grup folk. După un timp a plecat la Lisabona pentru a studia medicina. A lucrat inițial la Spitalul Districtual Évora, dar ulterior a revenit în capitală, unde s-a specializat în oftalmologie. În timpul acestei specializări și-a descoperit pasiunea pentru fado, mai întâi în privat cu colegii, mai târziu într-o formă mai serioasă în concerte, unde a cântat împreună cu chitariștii Paulo Parreira (chitară portugheză) și João Veiga (chitară clasică).
Împreună cu cei doi și basistul Armando Figueiredo (contrabas), precum și în asociere cu cântărețul de fado João Braga, Katia Guerreiro a înregistrat albumul din 2001 Fado Maior distribuit de casa de discuri Ocarina, albumul a atras atenția internațională pe scară largă. Alături de piese din alte genuri, a inclus fadouri populare făcute cunoscute de Amália Rodrigues. Marea interpretă de fado, care decedase cu un an mai devreme, a avut o influență semnificativă asupra interpretării Katiei Guerreiro, precum și intonațiile poeziilor lui Fernando Pessoa, Sophia de Mello Breyner Andresen și António Lobo Antunes.
În 2003, albumul Nas Mãos do Fado (În mâinile fadoului) a fost lansat și de casa Ocarina. Titlul se referă la ipostazele scenice caracteristice ale lui Guerreiro, cum ar fi cântatul cu mâinile strânse la spate. Încă o dată intonează texte de António Lobo Antunes și interpretează pentru prima dată piese din repertoriul celui de-al doilea mare model al ei, cântăreața portugheză Dulce Pontes.
Prezența acestora devine și mai puternică pe următorul album din 2005, Tudo ou Nada, pentru care Pontes a scris o piesă specială, Dulce Caravela. Albumul a fost lansat de casa de discuri braziliană Som Livre și a fost cel mai de succes album al Katiei Guerreiro de până acum. Contine printre altele o versiune a lui Antônio Carlos Jobim Saudades do Brasil em Portugal și una de Menina do Alto da Serra, cu care Antónia de Jesus Montes Tonicha Viegas câștigase festivalul RTP da Canção din 1971. Tot pe acest album, pianistul de jazz Bernardo Sassetti participă la piesa Minha Senhora das Dores. Guerreiro cântă în mod repetat melodii cu texte ale lui António Lobo Antunes și îi aduce, de asemenea, un omagiu poetei Sophia de Mello Breyner Andresen.
În 2006 a fost lansat un CD cu primele sale discuri. De pe albumul Tudo Ou Nada a existat o nouă înregistrare cu piese bonus interpretată cu brazilianul Ney Matogrosso.
Albumul ei Fado a primit, de asemenea, recenzii internaționale bune și a ajuns pe locul 20 în topurile portugheze la sfârșitul anului 2008.
Katia Guerreiro a susținut concerte în toată lumea, inclusiv în Azore, Brazilia, Bulgaria, Franța, Goa (India), Grecia, Japonia, Noua Caledonie, Macao, Maroc, Țările de Jos, Portugalia, Rusia, Suedia, Elveția, Spania și Turcia. A cântat și duete, de ex. cu Maria Bethânia, și a apărut frecvent la televiziune și în câteva seriale.

## Discografie selectivă

### Albume de studio
- 2001 - Fado Maior (CD, Ocarina)[8]
- 2003 - Nas Mãos do Fado (CD, Ocarina)[9]
- 2005 - Tudo ou Nada (CD, Som Livre)[10]
- 2008 - Fado (CD, Sony Music)[11]
- 2009 - Os Fados do Fado (CD, JBJ & Viceversa)[12]
- 2014 - Até ao Fim (CD, UAU)[13]
- 2018 - Sempre (CD)

### Live
- 2013 - Katia Guerreiro ‎– Live At The Olympia (CD, UAU)[14]

### Compilații
- 2010 - 10 Anos - Nas Asas Do Fado (CD duplo, JBJ & Viceversa)[15]
- 2012 - Património (Ediție specială franceză)